# چارلز لنوکس، دومین دوک ریچموند
چارلز لنوکس، دومین دوک ریچموند (انگلیسی: Charles Lennox, 2nd Duke of Richmond; ۱۸ مهٔ ۱۷۰۱ – ۸ اوت ۱۷۵۰) بازیکن کریکت، نظامی و سیاستمدار اهل پادشاهی بریتانیای کبیر بود. وی همچنین برندهٔ جوایزی همچون همکار انجمن سلطنتی و نشان بند جوراب شده‌است.